# Post-strutturalismo

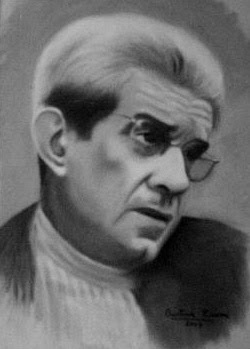
Jacques Lacan, uno degli esponenti chiave del movimento

Il post-strutturalismo è la tendenza, sorta a partire da alcuni filosofi francesi degli anni sessanta e settanta del XX secolo, alla radicalizzazione e al superamento della prospettiva strutturalista in campo filosofico (Jacques Derrida, Gilles Deleuze, Jean-François Lyotard), psicoanalitico (Luce Irigaray, Jacques Lacan), politico e sociologico, in ottica neomarxista (Louis Althusser, Michel Foucault) e nell'analisi del testo letterario (Roland Barthes).

## Descrizione
Il prefisso "post", che distingue questa corrente filosofica dallo strutturalismo, non va interpretato come il segnale di una contrapposizione; piuttosto che opporsi agli esiti della riflessione strutturalista, infatti, questi pensatori hanno spinto alle estreme conseguenze i concetti e le modalità di svolgimento che le erano propri, fino a dissolverli in direzione decostruzionista, costruttivista, o in ogni caso relativista e postmodernista.
Come corrente filosofica, pur non formando una vera e propria scuola (i suoi esponenti sono tuttavia legati fra di loro da molteplici rapporti biografici e accademici), si caratterizza per il rifiuto di attribuire al cogito cartesiano, al soggetto o all'uomo, qualsiasi privilegio gnoseologico o assiologico favorendo al contrario un'analisi delle forme simboliche, del linguaggio, come costitutive della soggettività piuttosto che come costituite da questa. 
Tipici dell'approccio post-strutturalista sono: la ripresa di motivi nietzscheani come la critica della coscienza e del negativo (Deleuze) o il progetto genealogico (Foucault), la radicalizzazione e il superamento della valutazione ontologica del linguaggio heideggeriana e una prospettiva anti-dogmatica e anti-positivista.

## Autori
- Louis Althusser
- Jean Baudrillard
- Roland Barthes
- Wendy Brown
- Judith Butler
- Hélène Cixous
- Gilles Deleuze
- Jacques Derrida
- Umberto Eco
- Michel Foucault
- René Girard
- Félix Guattari
- Luce Irigaray
- Mario Kopić
- Julia Kristeva
- Jacques Lacan
- Teresa de Lauretis
- Philippe Lacoue-Labarthe
- Jean-François Lyotard
- Chantal Mouffe
- Jean-Luc Nancy
- Avital Ronell
- Bernard Stiegler

### Opere degli autori
- Roland Barthes, S/Z, 1970.
- Roland Barthes, La morte dell'autore,
- Gilles Deleuze, Nietzsche e la filosofia, 1962.
- Gilles Deleuze, Differenza e ripetizione, 1968.
- Gilles Deleuze e Félix Guattari, L'Anti-Edipo (vol. I di Capitalismo e schizofrenia), 1972.
- Gilles Deleuze e Félix Guattari, Mille piani ( vol. II di Capitalismo e schizofrenia), 1980.
- Gilles Deleuze e Félix Guattari, Che cos'è la filosofia?, 1991.
- Jacques Derrida, Della grammatologia, 1967.
- Jacques Derrida, La scrittura e la differenza, 1967.
- Michel Foucault, Le parole e le cose, 1966.